# Sărățeni (Mureș)
Sărățeni é uma comuna romena localizada no distrito de Mureș, na região histórica da Transilvânia. A comuna possui uma área de 35.38 km² e sua população era de 2090 habitantes segundo o censo de 2007.